# Paranormal Activity
Paranormal Activity – niezależny amerykański horror filmowy z 2007, wyreżyserowany przez Orena Peli według własnego scenariusza. Premiera odbyła się podczas kalifornijskiego Screamfest Horror Film Festival 14 października 2007, Paranormal Activity zaprezentowano też 18 stycznia 2008 w trakcie Slamdance Film Festival. Do powszechnej dystrybucji film wszedł w październiku 2009.
Para głównych bohaterów filmu, Micah i Katie, boryka się z nawiedzającymi ich dom zjawiskami paranormalnymi. Film odwołuje się do kultowych horrorów Blair Witch Project (1999) i REC (2007), bohaterowie nagrywają bowiem swoje przeżycia za pomocą kamery, a zgromadzony przez nich materiał stylizowany jest przez montażystę na paradokument (tzw. stylistyka „found footage”).
Paranormal Activity jest jednym z filmów o najwyższym zwrocie z inwestycji, bo w samych tylko Stanach Zjednoczonych  zainkasował blisko sto milionów dolarów, a koszty produkcji wyniosły zaledwie piętnaście tysięcy USD.

## Obsada
- Katie Featherston − Katie
- Micah Sloat − Micah

- Mark Fredrichs − dr Fredrichs, medium
- Amber Armstrong − Amber, przyjaciółka Katie
- Ashley Palmer − Diane, dziewczyna w Internecie

## Opis fabuły
Akcja filmu rozpoczyna się na dobre 18 września 2006 na przedmieściach San Diego. Główni bohaterowie, studentka anglistyki Katie i jej chłopak, makler Micah, właśnie wprowadzili się do gustownie urządzonego piętrowego mieszkania. Katie twierdzi, że od wczesnych lat dziecięcych odczuwa w swoim otoczeniu obecność duchów i podejrzewa, że przybyły one za nią do nowego domu. W związku z tym wynajmuje medium, doktora Fredrichsa, który po krótkiej wizycie w posiadłości klientki dochodzi do wniosku, że nie jest ona nawiedzona przez złe duchy, a przez demona. Katie dowiaduje się, że ów demon żywi się negatywną atmosferą panującą w domu, a jego zamiarem jest nawiedzanie i dręczenie bohaterki w każdym miejscu, w którym się znajdzie. Przed wyjazdem Fredrichs radzi Katie i Micahowi, by nie kontaktowali się z upiornym intruzem oraz poprosili o pomoc w jego wypędzeniu cenionego demonologa, doktora Johana Averiesa. Para ignoruje ignoruje jednak tę poradę, rezygnuje z metody proponowanej przez medium i licząc na inne rozwiązanie problemu montuje w sypialni kamerę na statywie, by za jej pośrednictwem śledzić wszystkie ewentualne zdarzenia paranormalne, które mogą mieć miejsce podczas ich snu.
Początkowo kamera utrwala nadprzyrodzone sytuacje pozornie mało istotne dla bohaterów: otwarte drzwi sypialni samoistnie poruszają się, a na parterze słychać kroki. Zachowanie Micaha, pomysłodawcy tego eksperymentu, irytuje demona i nocne zjawiska, początkowo tylko niepokojące, stają się przerażające. Bohaterów wyrywają ze snu odgłosy wybuchów oraz nieludzkie dźwięki dochodzące z głębi domu. Pewnej nocy po przebudzeniu Katie wstaje z łóżka i stoi nad nim w bezruchu przez kilka godzin, wpatrując się uporczywie w śpiącego Micaha. Następnie wychodzi z domu i bez emocji zasiada na podwórkowej huśtawce, gdzie wkrótce zastaje ją zdziwiony Micah. Nad ranem Katie żadnej z tych czynności nie pamięta.
Gdy Micah przynosi do domu planszę ouija, by odprawić seans spirytystyczny (pomimo zakazu wykonania seansu, wydanego przez doktora Fredrichsa), zirytowana Katie wychodzi. Gdy salon, w którym pozostawiono planszę, opuszcza też Micah, kamera rejestruje kolejne niewytłumaczalne zjawisko: okultystyczny przyrząd zaczyna poruszać się po blacie stolika i w pewnym momencie zostaje pochłonięty przez ogień, a po chwili pożar samoistnie gaśnie. Następnej nocy Micah rozsypuje na podłodze przed sypialnią proszek, by sprawdzić, czy podczas jego snu po korytarzu przemieszcza się demon. Po przebudzeniu wspólnie z wystraszoną Katie odkrywają w sypialni i przedpokoju ślady stóp, które prowadzą aż na strych. Pomimo sprzeciwu dziewczyny, Micah udaje się na poddasze, gdzie znajduje zdjęcie młodej Katie, które uznawali za spalone w pożarze jej poprzedniego domu.
O poranku bohaterowie zostają zaskoczeni przez dziwny huk. Okazuje się, że ramka ich zawieszonej na ścianie fotografii została zbita, a na zdjęciu dokonano zadrapania na twarzy Micaha. Katie i Micah próbują skontaktować się z doktorem Averiesem, lecz dowiedziawszy się, że przebywa on za granicą, zapraszają do siebie Fredrichsa, licząc, że otrzymają od medium konkretne wsparcie. Natychmiast po przyjeździe Fredrichs doznaje uczucia silnego strachu i opuszcza dom, twierdząc, że jego obecność mogłaby rozzłościć demona.
Dwie noce później demon uaktywnia się w przerażający sposób − wyciąga Katie z łóżka i przeciąga ją przez cały korytarz. Drastycznie wybudzony ze snu Micah, podążając za krzykami ukochanej, chwyta ją i wprost wyrywa z sideł niewidzialnego wciąż demona. Nazajutrz odkrywa na plecach Katie ślad po ugryzieniu.
Zestresowana i wyczerpana para postanawia udać się do hotelu. Tuż przed odjazdem Micah zastaje Katie siedzącą na podłodze, do krwi zaciskającą w dłoni krucyfiks. Dziewczyna nalega, by Micah pozostał z nią tej nocy w domu.
W nocy Katie budzi się i ponownie staje przed Micahem, obserwując go w trakcie snu. Schodzi potem na parter, gdzie zaczyna gwałtownie krzyczeć. Micah budzi się i pędzi na dół, tymczasem kamera rejestruje dźwięki, jakie towarzyszą tej sytuacji. Niespodziewanie krzyki ustępują. Krótka cisza zostaje przerwana przez odgłos ciężkich kroków na schodach. Z mroku wyłania się ciało Micaha, które nagle zostaje rzucone wprost na kamerę, przewracając ją. Katie, w pokrwawionej koszulce, wchodzi do sypialni i kuli się nad ciałem Micaha. Powoli obraca się w kierunku kamery i złowieszczo uśmiecha do niej. Gdy jej twarz przybiera demoniczny wyraz, rzuca się na kamerę. Ekran staje się czarny.
Jak informują widza napisy końcowe, ciało Micaha zostało znalezione przez policję  kilka dni po tym wydarzeniu, a los Katie pozostaje nieznany.

## Alternatywne wersje filmu
Gdy film został wykupiony przez wytwórnię Paramount Pictures, przeszedł kilka merytorycznych zmian. Niektóre sceny zostały wycięte, inne dodane, a oryginalne zakończenie zostało zniszczone. Nakręcono dwie nowe sceny finalne, z których jedną wykorzystano w dopuszczonej do dystrybucji oficjalnej wersji filmu. Zakończenie wersji oficjalnej prezentowanej w kinach jest jedynym, w którym zastosowano efekty specjalne, i różni się od tego, które obejrzeć można było w trakcie Screamfest Horror Film Festival.

## Produkcja
Reżyser Oren Peli, który projektem Paranormal Activity zadebiutował w branży filmowej, przez całe życie chorobliwie bał się duchów. Ta przypadłość powodowała, że nawet projekcja komedii Ghostbusters (1984) wywoływała u niego stany lękowe. Twórcy udało się jednak przekształcić swoją fobię w coś pozytywnego i wydajnego. W okresie preprodukcyjnym, mimo obaw i lęków, Peli prowadził badania nad zjawiskami paranormalnymi i demonologią. „Chcieliśmy, by film był tak prawdziwy, jak tylko jest to możliwe.” − wyjawił zamiary swoje i współtwórców w jednym z udzielonych wywiadów. Powodem do uczynienia akurat z demona filmowego oponenta były wyniki badań, wykazujące, że to właśnie on jest w sferze nadnaturalnej najbardziej wrogą i brutalną jednostką. Znaczna większość z paranormalnych zdarzeń, które mają miejsce w filmie, rozgrywa się pod osłoną nocy, w trakcie snu bohaterów. Reżyser uważa, że noc to czas, w którym najprościej wywołać u człowieka strach, argumentując: „Jeśli nocą coś czai się na ciebie w twoim własnym domu, niewiele możesz w związku z tym zrobić.”
Za plan zdjęciowy realizatorom posłużył dom Orena Peli w San Diego; nim jednak zdjęcia ruszyły, reżyser odpowiednio przygotował go do kręcenia − przemalował ściany, wymienił meble, a także specjalnie na potrzeby filmu wybudował kluczową dla projektu klatkę schodową. Film nakręcono w 2006. Peli postanowił zrealizować Paranormal Activity przy użyciu kamery ręcznej na terenie własnego domu, ponieważ bardziej niż na wartkiej akcji oraz efektach gore zależało mu na wiarygodności i sugestywności projektu. Na planie aktorzy-odtwórcy głównych ról posługiwali się techniką tzw. „retroscriptingu”, mianowicie, w większości scen, zamiast odgrywać swoje role, improwizowali. Na planie nie było właściwych skryptów, a Katie Featherston i Micah Sloat znali jedynie zarys całej historii, jak i konkretnych sytuacji, które mieli następnie zaimprowizować. Zabieg ten miał na celu zwiększenie realizmu filmu.

## Przyjęcie
Film, przy szacowanym budżecie piętnastu tysięcy USD, spotkał się z fenomenalnym sukcesem kasowym, na całym świecie inkasując 192 898 987 $ (stan na kwiecień 2010).
Opinie krytyki na temat Paranormal Activity były w przeważającej ilości pozytywne. Owen Gleiberman, recenzent magazynu Entertainment Weekly, przyznał filmowi ocenę „A-” oraz nazwał go obrazem „przerażającym i niesamowitym”. Internetowy portal Bloody Disgusting, zajmujący się tematyką horrorów, umieścił projekt na pozycji szesnastej swojego zestawienia „Dwudziestu najlepszych filmów grozy ostatniej dekady”. Krytycy James Berardinelli i Roger Ebert indywidualnie przyznali filmowi po ocenie w postaci .

## Festiwale
Film zaprezentowano podczas następujących festiwali filmowych (wybór):
- 2007: Stany Zjednoczone − Screamfest Film Festival
- 2008: Stany Zjednoczone − Slamdance Film Festival
- 2009: Korea Południowa − Pusan International Film Festival
- 2009: Irlandia − Dublin Horrorthon Film Festival
- 2009: Norwegia − Oslo International Film Festival
- 2009: Hiszpania − Festival Internacional de Cinema Negre de Manresa

## Nagrody i wyróżnienia
- 2007, Screamfest:
  - nagroda „Honorable Mention” (nagrodzony: Oren Peli)
  - nagroda „Festival Trophy” w kategorii najlepsza aktorka (Katie Featherston)
- 2010, Independent Spirit Awards:
  - nominacja do nagrody Independent Spirit w kategorii najlepszy debiut fabularny (Oren Peli, Jason Blum)
- 2010, Empire Awards, UK:
  - nominacja do nagrody Empire w kategorii najlepszy horror
- 2010, People's Choice Awards, USA:
  - nominacja do nagrody People's Choice w kategorii ulubiony film niezależny[9]

## Wpływ na popkulturę
Sukces i powszechna rozpoznawalność tytułu Paranormal Activity odcisnęła swoje piętno na kulturze masowej. W grudniu 2009 r. na iPhone'y wydano komputerowy komiks zatytułowany Paranormal Activity: The Search for Katie. Jego autorem jest Scott Lobdell, a rysunki w nim zawarte stworzył Mark Badger.
7 marca 2010 r. aktorzy Alec Baldwin i Steve Martin sparodiowali film podczas 82. ceremonii wręczenia Nagród Akademii Filmowej.
Paranormal Activity jest uznawany za projekt kultowy.
Do 2015 roku ukazało się łącznie sześć odsłon serii Paranormal Activity. W 2021 miała miejsce premiera reboota – Paranormal Activity: Next of Kin.